# Каприз
Вижте пояснителната страница за други значения на Каприз.
„Каприз“ е българска социално-битова телевизионна новела от 1967 година по сценарий на Любен Попов. Режисьор е Драгомир Гаджев, а оператор Константин Кочев. Музиката е на Борис Карадимчев .

## Актьорски състав
| В главните роли                  | Изпълнител      |
| -------------------------------- | --------------- |
| господин Холт, богат търговец    | Петър Пенков    |
| преводачката                     | Доротея Тончева |
| моряк, приятелят на преводачката | Климент Денчев  |